# Matética
Na pedagogia, matética é a ciência da aprendizagem, em contrapartida à didática que é a ciência do ensino. O termo matética foi cunhado por Jan Amos Komenský (1592-1670), considerado o pai da didática moderna.

## Conceituação
O principal pesquisador a abordar o termo é Seymour Papert, em seu livro A Máquina das Crianças: repensando a escola na era da informática, Papert afirma que a grande questão da didática é: "como ensinar melhor?" Ao passo que o desafio da matética é "como proporcionar maior aprendizagem a partir do mínimo de ensino?". Da mesma forma que adquirimos conhecimento matemático sobre equações, ou conhecimento didático sobre como montar um plano de aula, adquirimos conhecimento matético sobre o processo da aprender.
De acordo com Papert, uma das coisas que favorece o desenvolvimento do conhecimento matético é a abertura à discussão sobre os processos do aprender. Sentir-se livre para expor os pensamentos internos da mente, enquanto se aprende, auxilia na reflexão sobre os mesmos. Porém, a sociedade desenvolveu tabus que restringem essa abertura, nem todos se sentem à vontade de demonstrar sua ignorância e seus pensamentos confusos. Isso é encorajado pela escola, na qual os professores não querem apenas a resposta certa, mas sim que os alunos cheguem a ela pelo jeito correto de acordo com eles.
Para Papert, "o princípio mais importante da matética pode ser o incitamento à revolta contra a sabedoria estabelecida, pois sabemos que podemos aprender sem sermos ensinados e, com freqüência, aprender melhor quando se é menos ensinado".